# ارابه‌چی‌لار
ارابه‌چی‌لار (به لاتین: Arabaçılar) یک منطقهٔ مسکونی در جمهوری آذربایجان است که در شهرستان بردع واقع شده‌است. ارابه‌چی‌لار ۶۱۳ نفر جمعیت دارد.